# Нутетал
Нутетал (њем. Nuthetal) општина је у њемачкој савезној држави Бранденбург. Једно је од 38 општинских средишта округа Потсдам-Мителмарк. Према процјени из 2010. у општини је живјело 8.826 становника. Посједује регионалну шифру (AGS) 12069454.

## Географски и демографски подаци
Нутетал се налази у савезној држави Бранденбург у округу Потсдам-Мителмарк. Општина се налази на надморској висини од 34 метра. Површина општине износи 47,6 km². У самом мјесту је, према процјени из 2010. године, живјело 8.826 становника. Просјечна густина становништва износи 186 становника/km².